# هالة شيخ روحو
هالة شيخ روحو ولدت يوم 11 ماي 1972 بتونس، هي سياسية تونسية عينت وزيرة للطاقة والمناجم في حكومة يوسف الشاهد منذ 27 أغسطس 2016.